# Soffittenlampe

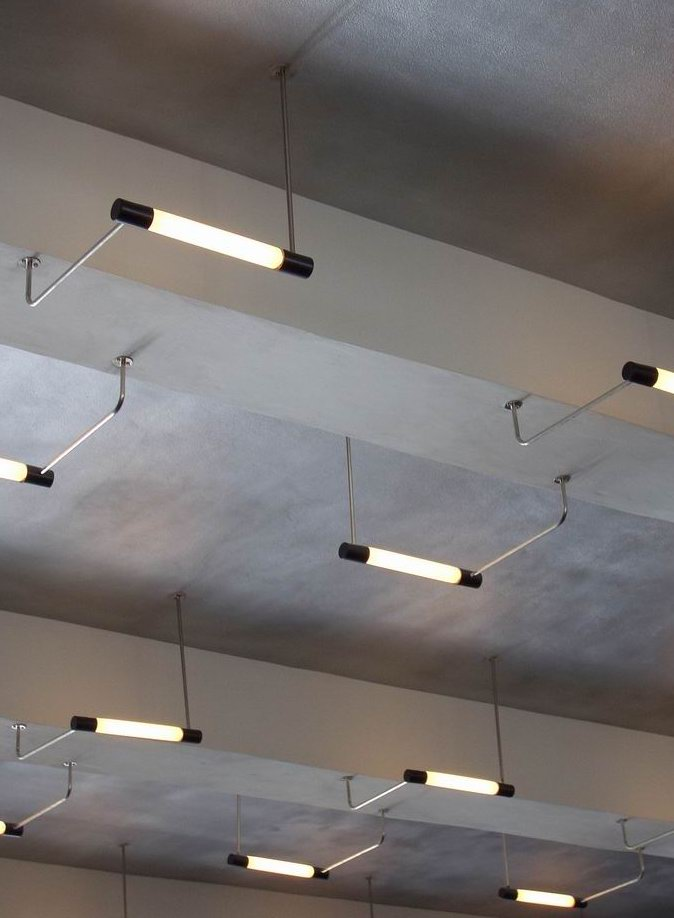
Soffittenlampen in der Aula des Bauhauses Dessau

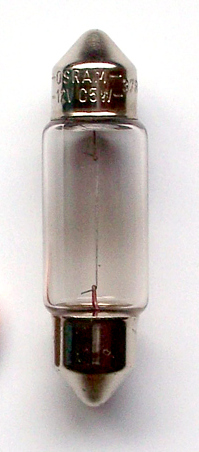
Soffitte aus dem Kfz- und PA-Bereich; Außendurchmesser etwa 11 mm

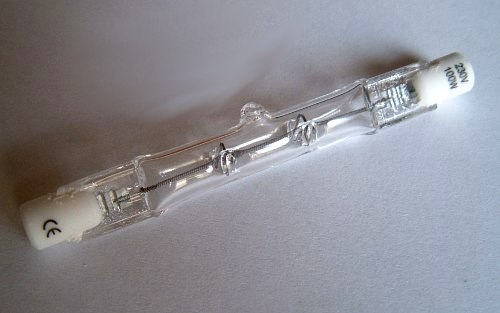
Halogen-Soffitte (spezielle Halogenglühlampe) Typ R7s / J78; 230 V, 100 W, 2000 h, 78 mm

Eine Soffittenlampe (im Elektrofachbereich oft verkürzt Soffitte genannt) ist ein zylinderförmiges, elektrisches Leuchtmittel, dessen zwei Kontakte an den beiden gegenüberliegenden Enden angebracht sind und eine  entsprechende Lampenfassung benötigen. Neben den mit einem Glühdraht versehenen Soffittenlampen, deren Funktionsprinzip dem der Glühlampe gleicht, gibt es heute auch mit LEDs versehene Soffittenlampen.

## Einsatzgebiete
Soffittenlampen dienen hauptsächlich zur Beleuchtung von kleinen Displays, Anzeigelampen an Geräten, Klingelschildern und für die Kraftfahrzeug-Beleuchtung. Zur Raumbeleuchtung wurden sie bis in die 1930er Jahre gelegentlich verwendet. Die in Leuchten an Kraftfahrzeugen verwendeten Soffittenlampen (Kennzeichenleuchten, ältere Schlussleuchten) müssen in Deutschland bauartgenehmigt sein. Sie müssen entweder ein ECE-Genehmigungszeichen oder ein nationales Genehmigungszeichen (K-Prüfzeichen) tragen. Soffittenlampen für Innenbeleuchtungen von Kraftfahrzeugen müssen nicht bauartgenehmigt sein.
Seit dem Ende des Zweiten Weltkrieges wurden Raumbeleuchtungen mit Soffittenlampen zunehmend durch Leuchtstofflampen verdrängt. Lediglich die in den Ausführungen klar, matt und halbverspiegelt erhältliche S19-Soffitte konnte sich bis in die 1970er Jahre halten, etwa in Badezimmer-Spiegelleuchten, ferner auch die etwas kleinere S15-Soffitte als Vitrinenbeleuchtung.
Soffittenlampen finden auch im Bereich der Elektroakustik und Beschallungstechnik Verwendung. Sie werden hier neben PTC-Elementen als Lautsprecherschutz eingesetzt; der Einbau erfolgt als Serienwiderstand auf der Frequenzweiche oder direkt an der Phasenklemme des Lautsprechers. Bei übermäßiger Last durch den Lautsprecher vergrößert sich der Innenwiderstand der Soffitten. Erhöht sich der Strom noch weiter, beginnen sie langsam zu leuchten; bei weiter steigender Last bis zum Durchbrennen und damit Stummschalten des betroffenen Lautsprechers. Die Kompensation erfolgt demnach durch Energieumwandlung in Wärme- und Lichtenergie. Benötigt man starke Schutzfunktionen (z. B. für Zweiweg-Systeme ab 250 W), müssen mehrere Soffitten parallel geschaltet werden. Im Regelfall ist der auftretende Verzerrungsgrad bei Soffitteneinsatz bei PA/Beschallungsaufgaben vertretbar. Für den HiFi-Bereich sind PTC-Elemente (temperaturabhängiger Widerstand) eher zu empfehlen. Neben Soffitten- und PTC-Einsatz gibt es in preisgünstigen Produkten inzwischen auch LEDs oder kleine Glühlampen.
Im Antenneneingang von Funkempfängern (zum Beispiel im EKD 300) werden Soffittenlampen als Sicherung eingesetzt, um unter anderem vor Blitzeinschlägen in die Antenne zu schützen.
Die unterschiedlichen Bauformen und Leistungsformen werden meist durch das Lampenbezeichnungssystem ILCOS charakterisiert und sind dort näher beschrieben.